# 奥克利·霍尔
奥克利·霍尔（英語：Oakley Hall，1920年6月1日—2008年5月12日），美国小说家，生于圣迭戈。他的作品聚焦美国西部，其最著名的作品《魔术师》曾于1958年参与角逐普利策奖。另一部作品《穷山恶水》曾被拍成电影。